# Estefanía Juan Tello
Estefanía Juan Tello (Alcira, 17 de agosto de 1981) es una deportista española que compitió en halterofilia.
Ganó siete medallas en el Campeonato Europeo de Halterofilia entre los años 1996 y 2007. Además, consiguió una medalla de oro en los Juegos Mundiales de 1997.

## Palmarés internacional
| Campeonato Europeo | Campeonato Europeo      | Campeonato Europeo | Campeonato Europeo |
| Año                | Lugar                   | Medalla            | Categoría          |
| ------------------ | ----------------------- | ------------------ | ------------------ |
| 1996               | Praga (República Checa) | Medalla de plata   | 46 kg              |
| 1997               | Sevilla (España)        | Medalla de oro     | 46 kg              |
| 1999               | La Coruña (España)      | Medalla de plata   | 53 kg              |
| 2000               | Sofía (Bulgaria)        | Medalla de plata   | 53 kg              |
| 2001               | Trenčín (Eslovaquia)    | Medalla de bronce  | 53 kg              |
| 2006               | Władysławowo (Polonia)  | Medalla de oro     | 48 kg              |
| 2007               | Estrasburgo (Francia)   | Medalla de oro     | 48 kg              |